# トレイシー・スピリダコス
トレイシー・スピリダコス（Tracy Spiridakos 1988年2月20日 - ）は、カナダの女優。アメリカ合衆国のNBC系列で2012年秋に放送開始となった終末SFテレビドラマ『レボリューション』で、シャーロット・”チャーリー”・マシソン役を演じている。

## 来歴
トレイシー・スピリダコスはカナダのマニトバ州ウィニペグ出身で、両親のジョージ（”ガス”）・スピリダコスとアナステイシア・スピリダコスはともにギリシア出身のレストラン経営者。ボビー、アンドリューという2人の兄弟がいる。トレイシーが4歳の時、スピリダコス一家はギリシアのスカラ（スパルタ近境）に引っ越したが、彼女が9歳の時に再びカナダに戻った。トレイシーは、自分のギリシア系の出自を誇りに思っているという。
中学生の時に演技を始め、マニトバ俳優訓練センターで学んだ。ウィニペグのOak Park高校を卒業。
2007年、演劇の道に進むため、バンクーバーに引っ越し、数週間のうちに最初のテレビ出演が決まった。
その後、テレビドラマ『BIONIC WOMAN バイオニック・ウーマン』『スーパーナチュラル』『Lの世界』『Hellcats』『サイク/名探偵はサイキック?』『ビーイング・ヒューマン』やテレビ向け映画『人喰い怪物ゴブリン』で端役あるいは準レギュラーを演じた。
2009年、初主演作品となるテレビシリーズ『Majority Rules!』（カナダのTeletoon局）で、15歳のベッキー・リチャーズ役を演じた。
2011年、『猿の惑星: 創世記』で劇場映画デビュー。
彼女にとってロサンゼルスにおける最初のパイロット・シーズンとなった2012年半ば、NBC系列の新テレビシリーズ『レボリューション』で、近未来のディストピア世界で生き延びようとする主人公、チャーリーの役を射止めた。同番組のパイロット版（第1話）はジョージア州アトランタで撮影され、その後のエピソードはノースカロライナ州ウィルミントンで撮影されている。

## フィルモグラフィー

### 映画
| 年   | 邦題/原題                                       | 役名                 | 備考 |
| ---- | ----------------------------------------------- | -------------------- | ---- |
| 2011 | 猿の惑星: 創世記 Rise of the Planet of the Apes | パーティの客2        |      |
| 2013 | ワイルド ラヴァーズ Kill for Me                 | ヘイリー・ジョーンズ |      |

### テレビ
| 年          | 邦題/原題                                            | 役名                                 | 備考              |
| ----------- | ---------------------------------------------------- | ------------------------------------ | ----------------- |
| 2007        | スーパーナチュラル Supernatural                      | 看護師                               | 1エピソード       |
| 2007        | BIONIC WOMAN/バイオニック・ウーマン Bionic Woman     | アニー                               | 1エピソード       |
| 2009        | Lの世界 The L Word                                   | 若い女性                             | 1エピソード       |
| 2010        | サイク/名探偵はサイキック? Psych                     | サラリン                             | 1エピソード       |
| 2010        | 人喰い怪物ゴブリン Goblin                            | ニッキー・パーキンス                 | テレビ映画        |
| 2011        | モータル・コンバット: レガシー Mortal Kombat: Legacy | ブルー                               | 1エピソード       |
| 2012        | ビーイング・ヒューマン Being Human                   | ブリン・マクレーン                   | 4エピソード       |
| 2012 - 2014 | レボリューション Revolution                          | シャーロット・"チャーリー"・マシソン | 主演 42エピソード |
| 2014        | マット・ルブランの元気か〜い?ハリウッド! Episodes    | ドーン・ランドルフ                   | 2エピソード       |
| 2015        | ベイツ・モーテル Bates Motel                         | アニカ・ジョンソン                   | 3エピソード       |
| 2016-2017   | MACGYVER/マクガイバー MacGyver                       | ニッキ・カーペンター                 | 3エピソード       |
| 2017-       | シカゴ P.D. Chicago P.D.                             | ヘイリー・アプトン                   | メイン・キャスト  |
| 2018-       | シカゴ・ファイア Chicago Fire                        | ヘイリー・アプトン                   | 4エピソード       |
| 2018-       | シカゴ・メッド Chicago Med                           | ヘイリー・アプトン                   | 3エピソード       |
| 2020        | FBI: 特別捜査班 FBI                                  | ヘイリー・アプトン                   | 1エピソード       |